# Beulah Beach
Beulah Beach – jednostka osadnicza w Stanach Zjednoczonych, w stanie Ohio, w hrabstwie Erie.